# アリールアルコールデヒドロゲナーゼ
アリールアルコールデヒドロゲナーゼ（aryl-alcohol dehydrogenase）は、次の化学反応を触媒する酸化還元酵素である。
芳香族アルコール + NAD+ {\displaystyle \rightleftharpoons } 芳香族アルデヒド + NADH + H+
反応式の通り、この酵素の基質は芳香族アルコール（≠フェノール）とNAD+、生成物は芳香族アルデヒド（≠ベンズアルデヒド）とNADHとH+である。
組織名はaryl-alcohol:NAD+ oxidoreductaseで、別名にp-hydroxybenzyl alcohol dehydrogenase, benzyl alcohol dehydrogenase, coniferyl alcohol dehydrogenaseがある。
チロシン、フェニルアラニン代謝、ビフェニル、トルエン、キシレン、カプロラクタム分解酵素の一つである。